# Lancia Fulvia Concept
 (janvier 2017).

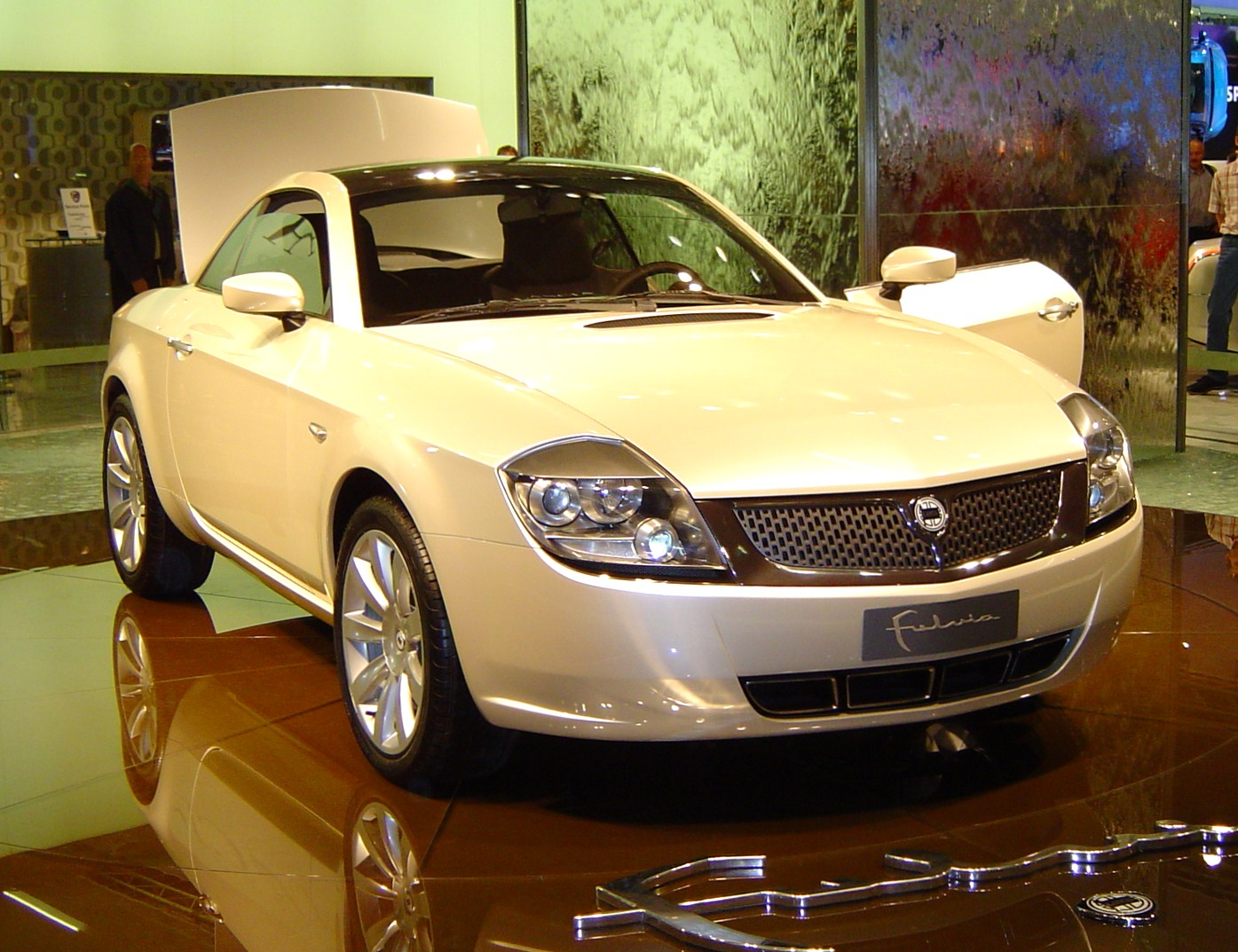
Lancia Fulvia Concept (2003)

La Lancia Fulvia Concept n'est à ce jour qu'un prototype concept-car présenté en 2003 et qui a fait l'unanimité auprès des passionnés de la marque.
Reprenant les lignes des fabuleuses Fulvia HF qui ont remporté tant de victoires en rallye, ce projet a été annoncé en fabrication puis annulé puis encore possible par la Direction du groupe Fiat Auto.
Aux dernières nouvelles qui remontent à la présentation officielle de la toute nouvelle Delta en juin 2008, Lancia a confirmé qu'une voiture sportive était à l'étude, qui viendrait s'intercaler entre l'Ypsilon et la nouvelle Delta.
Si c'est bien le cas, la base pourrait être celle de la Fiat Grande Punto, comme cela a fait pour l'Alfa Romeo Mi.To ; elle serait livrable en 2010.